# بيلوكوريخا
بيلوكوريخا (بالروسية: Белокуриха) هي إحدى مدن روسيا في الكيان الفدرالي الروسي ألطاي كراي.